# Jean Saubert
Jean Marlene Saubert (ur. 1 maja 1942 w Roseburg, zm. 14 maja 2007 w Bigfork) – amerykańska narciarka alpejska, dwukrotna medalistka igrzysk olimpijskich i mistrzostw świata.

## Kariera
Pierwsze treningi narciarskie odbywała razem ze starszą siostrą w rodzinnym Oregonie. Kontynuowała je w czasie nauki w szkole średniej Lakeview High School w Lakeview oraz w czasie studiów na Oregon State University w Corvallis. Na początku lat 60' znalazła się w reprezentacji kraju, a w 1962 roku wystąpiła na mistrzostwach świata w Chamonix, gdzie zajęła szóste miejsce w slalomie gigancie. W latach 1963–1964 zdominowała krajowe mistrzostwa w narciarstwie alpejskim, sięgając po złote medale w biegu zjazdowym (1963, 1964), gigancie (1963, 1964), slalomie (1964) i kombinacji (1964).
W lutym 1964 roku wystartowała na igrzyskach olimpijskich w Innsbrucku, gdzie osiągnęła swoje największe sukcesy. Najpierw sięgnęła po brąz w slalomie, przegrywając jedynie z francuskimi siostrami: Christine i Marielle Goitschel. Dwa dni później zajęła drugie miejsce w gigancie, za Marielle Goitschel i ex aequo z jej siostrą, Christine. Saubert została tym samym pierwszą medalistką olimpijską w konkurencjach narciarskich z Oregonu. Została jednocześnie jedyną multimedalistką z USA na tych igrzyskach, zdobywając dwa z sześciu medali ekipy amerykańskiej. Igrzyska w Innsbrucku były równocześnie mistrzostwami świata, jednak kombinację rozegrano tylko w ramach drugiej z tych imprez. W konkurencji tej Saubert zajęła czwarte miejsce, tuż za Austriaczką Edith Zimmermann. W tym samym roku wygrała ponadto giganta i kombinację na zawodach Critérium de la première neige w Val d’Isère, slalom na zawodach Arlberg-Kandahar-Rennen w Garmisch-Partenkirchen i zawodach Silberkrugrennen w Bad Gastein oraz giganta podczas zawodów SDS-Rennen w Grindelwald.
Saubert kontynuowała międzynarodowe starty jeszcze przez dwa lata po austriackich igrzyskach. Podczas mistrzostw świata w Portillo w 1966 roku zajęła między innymi czwarte miejsce w slalomie, przegrywając walkę o brązowy medal ze swą rodaczką, Penny McCoy. Jeszcze w tym samym roku Saubert zdecydowała się zakończyć karierę zawodniczą.
Po zakończeniu kariery sportowej powróciła na studia na Oregon State University, gdzie uzyskała bakalaureat, a następnie obroniła magisterium na Uniwersytecie Brighama Younga. Przez kilkanaście lat pracowała w Utah jako nauczycielka wychowania fizycznego i instruktorka narciarstwa. W 1978 roku powróciła do Oregonu, gdzie w Hillsboro pracowała jako nauczycielka w szkole podstawowej. Przeszła na emeryturę w 2000 roku. Obok pracy w szkole była działaczką wielu organizacji sportowych. Doczekała się licznych wyróżnień w formie członkostwa w sportowych Hall of Fame, m.in. olimpizmu amerykańskiego (1976) czy sportu w stanie Oregon (1983). W 2002 roku znalazła się w sztafecie z ogniem olimpijskim przed igrzyskami olimpijskimi w Salt Lake City.
Należała do Kościoła mormonów. Od 2001 roku walczyła z chorobą nowotworową piersi, zmarła w maju 2007 roku w wieku 65 lat.

## Osiągnięcia

### Igrzyska olimpijskie
| Miejsce | Dzień    | Rok  | Miejscowość | Konkurencja | Czas biegu  | Strata  | Zwyciężczyni        |
| ------- | -------- | ---- | ----------- | ----------- | ----------- | ------- | ------------------- |
| 3.      | 1 lutego | 1964 | Innsbruck   | Slalom      | 1:29,86 min | +1,50 s | Christine Goitschel |
| 2.      | 3 lutego | 1964 | Innsbruck   | Gigant      | 1:52,24 min | +0,87 s | Marielle Goitschel  |
| 26.     | 6 lutego | 1964 | Innsbruck   | Zjazd       | 1:55,39 min | +8,40 s | Christl Haas        |

### Mistrzostwa świata
| Miejsce | Dzień      | Rok  | Miejscowość | Konkurencja | Czas biegu  | Strata     | Zwyciężczyni        |
| ------- | ---------- | ---- | ----------- | ----------- | ----------- | ---------- | ------------------- |
| 6.      | 11 lutego  | 1962 | Chamonix    | Gigant      | 1:41,53 min | +0,67 s    | Marianne Jahn       |
| 3.      | 1 lutego   | 1964 | Innsbruck   | Slalom      | 1:29,86 min | +1,50 s    | Christine Goitschel |
| 2.      | 3 lutego   | 1964 | Innsbruck   | Gigant      | 1:52,24 min | +0,87 s    | Marielle Goitschel  |
| 26.     | 6 lutego   | 1964 | Innsbruck   | Zjazd       | 1:55,39 min | +8,40 s    | Christl Haas        |
| 4.      | 6 lutego   | 1964 | Innsbruck   | Kombinacja  | 34,82 pkt   | +23,94 pkt | Marielle Goitschel  |
| 4.      | 5 sierpnia | 1966 | Portillo    | Slalom      | 1:30,48 min | +1,89 s    | Annie Famose        |